# Списък на политическите партии в Естония
Естония има многопартийна система.

## Парламентарно представени партии
| Партия                                  | Места в Парламента (2015) | Идеология                |
| --------------------------------------- | ------------------------- | ------------------------ |
| Естонска реформистка партия             | 30                        | Либерализъм              |
| Естонска центристка партия              | 27                        | Социален либерализъм     |
| Социалдемократическа партия             | 15                        | Социалдемокрация         |
| Съюз за Отечеството и Рес публика       | 14                        | Християндемокрация       |
| Естонска свободна партия                | 8                         | Либерален консерватизъм  |
| Консервативна народна партия на Естония | 7                         | Национален консерватизъм |

На парламентарните избори в страната през 2019 г. в законодателния орган влизат 5 партии – Естонската реформистка партия (34 места), Естонската центристка партия (26 места), Консервативната народна партия на Естония (19 места), партия „Отечество“ (12 места) и Социалдемократическата партия (10 места). Следващите парламентарни избори са през 2023 г.

## Закрити партии
- Народен съюз на Естония
- Руска партия на Естония